# Lyzeum Vilnius

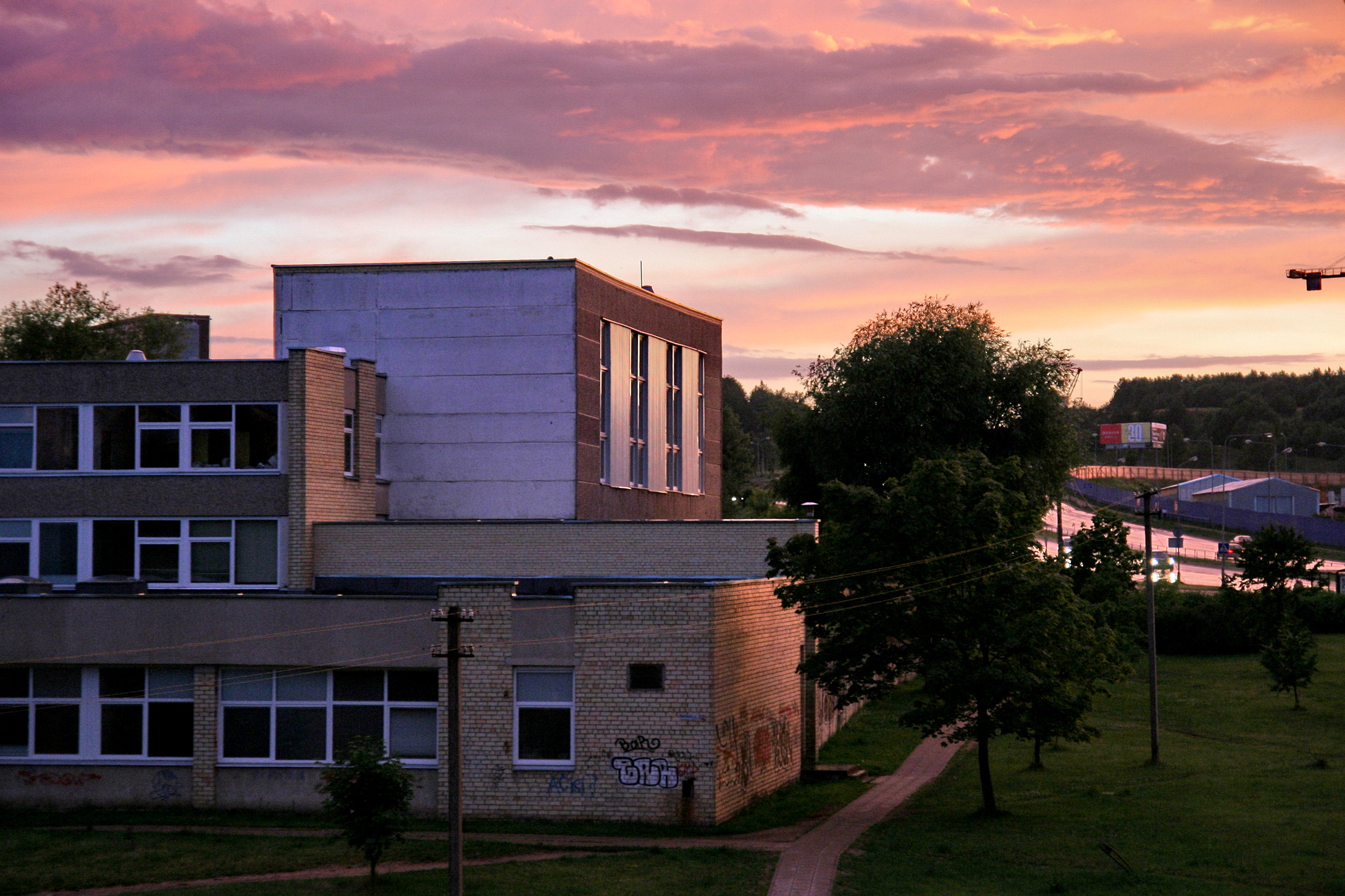
Vilnius Lyceum

Das Lyzeum Vilnius (Vilniaus Licėjus, ehemaliges Lyzeum für Natur- und technische Wissenschaften Vilniaus tiksliųjų, gamtos ir technikos mokslų licėjus) ist ein litauisches Realgymnasium in der Kommune Vilnius, eine allgemeinbildende Schule. Sie arbeitet nach eigenem Statut in der Fassung vom 31. Oktober 2003. Offizielles Symbol der Schule ist ein stilisierter Pegasus im weißen Phon.
Das Lyzeum wurde 1990 in der Širvintų-Straße 82 im Stadtteil Šnipiškės gegründet. Es ist eine staatliche koedukative Schule, die bewusst nach dem Vorbild westeuropäischer Gymnasien ausgerichtet wurde.
Die Schule verfügt über 37 Vollzeit- und 13 Halbtagslehrkräfte, wobei 32 davon über weiterführende Qualifikationen verfügen. Die maximale Klassenstärke beträgt in normalen Klassen 28 Schüler und in den Klassen, die am Programm der International Baccalaureate Organisation, IBO teilnehmen, nur 15 Schüler. Insgesamt besuchen 507 Schüler die Schule. 65 von diesen nehmen am IBO-Programm teil.

## Besonderheiten
Das Lyzeum nimmt seit 1997 am Programm der International Baccalaureate Organisation teil und vergibt deren International Baccalaureate Diploma. In den Klassen 9–12 lernen die Schüler in drei Gruppen (je nach Notendurchschnitt). Nach dem Statut der Schule können sie unterhalb eines Schnitts von 7,5 (maximal ist 10) von der Schule exmatrikuliert werden. Der übliche Abschluss ist das Abitur.

## Verwaltung
Die Institutionen der Schul- und Schülerverwaltung sind:
- Senat
- Lyzeumsrat und Präsident.

Derzeitiger Schulleiter ist Saulius Jurkevičius. Ihm stehen als Stellvertreter Irena Juozapavičienė und Vilija Balčiūnaite zur Seite.

## Absolventen
- 1994: Eglė Bilevičiūtė (* 1976),  Kriminalistin und  Professorin
- 1997: Giedrius Kadziauskas (* 1978), Wirtschaftsjurist und Politiker, Vizeminister
- 1997: Linas Kukuraitis (* 1978), Sozialarbeiter und Politiker, Minister
- 2000: Kasparas Jurgelionis (* 1981), Industriemanager
- 2000: Greta Monika Tučkutė (* 1981), Politikerin, Vizeministerin der Verteidigung
- 2005: Vaida Česnulevičiūtė (* 1988), Juristin, Vizeministerin der Finanzen